# San Juan Teitipac
San Juan Teitipac est une ville et une municipalité d'Oaxaca dans le sud-ouest du Mexique. Elle fait partie du district de Tlacolula à l'est de la région des Valles Centrales.

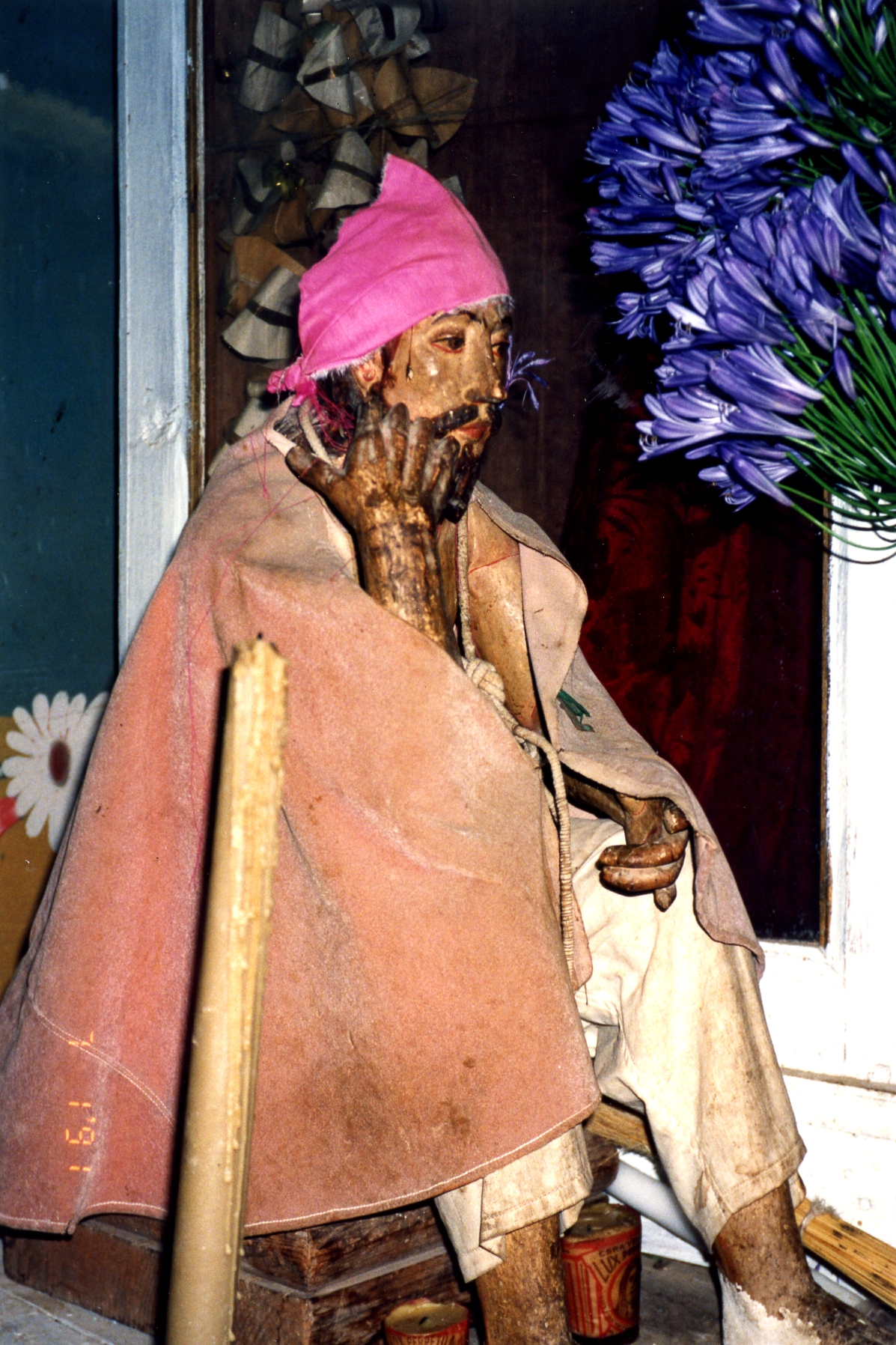
San Paciencia dépeint Jésus après ses tourments dans le prétoire.